# Locomotiva FS E.552
Le locomotive E.552 sono state un gruppo di locomotive elettriche delle FS, alimentate a corrente alternata trifase a frequenza ferroviaria, che ha prestato servizio tra il 1923 e il 1964.

## Storia
Le E.552 vennero proposte alle FS dall'ingegner Kálmán Kandó, il famoso progettista delle E.550 (che a causa della prima Guerra mondiale aveva dovuto lasciare l'Italia per proseguire la sua attività alla Ganz), tramite la società Costruzioni Meccaniche di Saronno dell'ingegner Nicola Romeo, già affermata costruttrice nazionale di locomotive a vapore, divenuta poi CEMSA. Il nuovo gruppo E.552 venne commissionato dalle FS il 17 gennaio 1920 con l'intenzione di costituire un'alternativa più moderna ad eventuali altre commesse di E.550.
Nel 1922, mentre le E.552 erano ancora in costruzione, la ditta ottenne un'ulteriore commessa di locomotive per treni viaggiatori per linee di pianura o moderatamente acclivi che costituirono il gruppo E.333.
L'esordio delle E.552 mostrò presto dei problemi: difficile utilizzo in doppia con altre trifasi data la presenza di quattro velocità caratteristiche e un'insufficiente forza di trazione allo spunto e nella seconda e quarta caratteristica di funzionamento, corrispondenti alle velocità di 25 e 50 km/h. In seguito alla valutazione degli insuccessi vennero relegate ai servizi di manovra negli scali portuali e nelle stazioni di Genova Principe e Genova Brignole. Vennero avviate alla demolizione tra il 1963 e il 1964. Nessuna unità risulta preservata.

## Caratteristiche
La configurazione complessiva della macchina comprendeva un lungo avancorpo contenente al centro i motori di trazione coi loro ausiliari, a un'estremità il reostato e all'altra la cabina di manovra. Tale disposizione, vantaggiosa per l'accessibilità alle apparecchiature e per la riduzione dei rischi d'infortunio per i macchinisti in caso di esplosione del reostato (avvenuta più volte su macchine di vari gruppi, con conseguenze anche mortali), aveva come contropartita il disagio nel caso d'interventi per guasti quando le condizioni atmosferiche erano avverse.

### Parte elettrica
Le E.552 avevano due motori di trazione  commutabili a 12 oppure 8 poli ,  potenza globale di 1600 kW a 50 km/h . Adottavano la regolazione dell'avviamento e delle transizioni da una velocità all'altra con reostato a soluzione di soda controllato automaticamente come le altre locomotive progettate dal Kandó. Erano previsti due collegamenti in cascata per le velocità di 16,7 e 25 km/h e due in parallelo per quelle di 33,3 e 50 km/h. con rispettive potenze orarie di 690-735 -1520-1600 KW. Le prime due unità impiegavano bielle motrici snodate Kandó; le successive ebbero invece bielle rigide a "V".
La livrea di origine delle locomotive era nera, con telaio, ruote, trolley e traverse di testa in varie tonalità di rosso e fanali a petrolio. Nel dopoguerra furono ricolorate in castano-isabella.